# Rhabdotenes
Rhabdotenes is een geslacht van vlinders van de familie bladrollers (Tortricidae), uit de onderfamilie Tortricinae.

## Soorten
- R. anthracobathra (Meyrick, 1938)
- R. arachnodes (Diakonoff, 1944)
- R. cylicophora (Diakonoff, 1954)
- R. dacryta Diakonoff, 1974
- R. dicentropa Diakonoff, 1972
- R. mesotrauma (Diakonoff, 1954)
- R. octosticta (Meyrick, 1930)
- R. operosa (Diakonoff, 1954)
- R. pachydesma (Diakonoff, 1954)
- R. phloeotis (Diakonoff, 1954)
- R. semisericea Diakonoff, 1960
- R. subcroceata (Meyrick, 1938)
- R. velutina (Diakonoff, 1954)
- R. vinki Diakonoff, 1972